# コンズリトール
コンズリトール（英語: conduritol）または、1,2,3,4-シクロヘキセンテトロール（英語: 1,2,3,4-cyclohexenetetrol）は、化学式が C6H10O4 の有機化合物である。二重結合に隣接していない4個の炭素原子に結合する水素原子を4つのヒドロキシ基（-OH）に置換したシクロヘキセンの誘導体とみなすことができる。したがって、これらは環状ポリオールまたはシクリトールである。
コンズリトールには、ヒドロキシ基の結合する方向によって6つのシス-トランス異性体が存在する。
自然界ではAとBの異性体のみ発見されている。1908年にK. KüblerによってRuehssia cundurangoの樹皮から初めて単離された。